# James Randi Educational Foundation

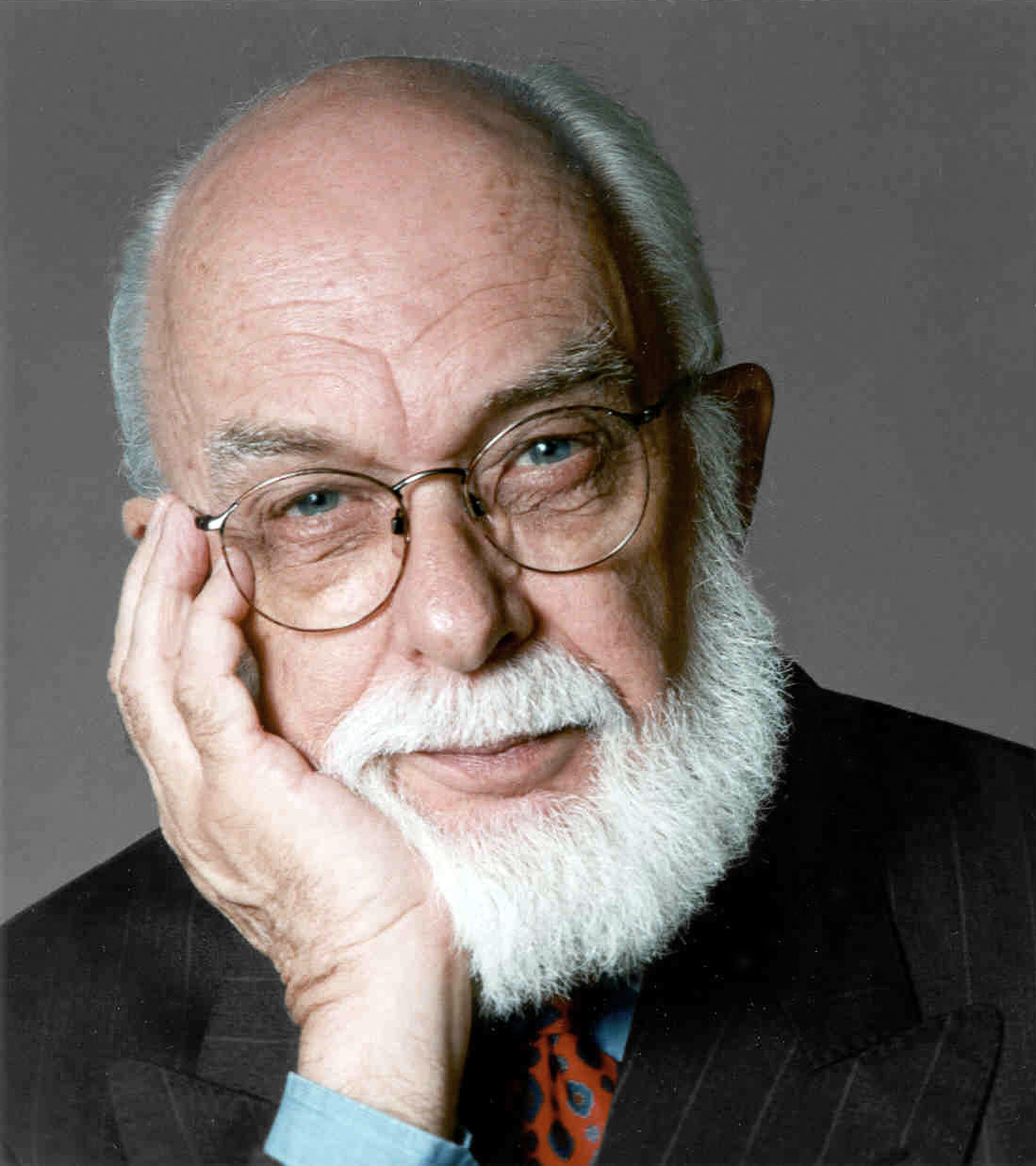
James Randi

De James Randi Educational Foundation (JREF) was een Amerikaanse non-profitorganisatie die in 1996 werd opgericht door goochelaar-illusionist James Randi. Het doel van de instelling was om kritisch denken te bevorderen door het grote publiek en de media te voorzien van betrouwbare informatie over paranormale en bovennatuurlijke denkbeelden. JREF stopte per 1 januari 2016.

## Doelen
- De James Randi Educational Foundation gaf demonstraties op scholen, stelde studiebeurzen beschikbaar en reikte kennisprijzen uit. Zo hoopte de organisatie bij te dragen aan het creëren en vooruithelpen van een nieuwe generatie kritisch denkenden.
- De organisatie gaf educatieve demonstraties en lezingen in de media en voor het grote publiek om paranormale en pseudowetenschappelijke fraude aan te tonen.
- Zij ondersteunde en deed zelf wetenschappelijk onderzoek naar paranormale claims. De resultaten werden gepubliceerd in een wekelijkse nieuwsbrief op de website, genaamd Swift, en in andere periodieke uitgaven.
- Het toegankelijk houden van betrouwbare informatie over paranormale en pseudowetenschappelijke beweringen. Dit door een grote aantal boeken, video's en openbare archiefbronnen beschikbaar te houden.
- De James Randi Educational Foundation hield een fonds in stand om juridische hulp te bieden. Hierop kon een beroep worden gedaan door mensen die aangevallen werden omdat zij paranormale claims onderzoeken en bekritiseren.

## Publiciteit
Om aandacht te vragen voor dit onderwerp had de organisatie een prijs van een miljoen dollar uitgeloofd voor degene die in een wetenschappelijk experiment kon aantonen over bovennatuurlijke vaardigheden te beschikken. Ondanks veel pogingen is het niemand gelukt de prijs te winnen. Aan het experiment was als voorwaarde gesteld dat:
- beide partijen van tevoren afspreken wanneer het experiment geslaagd of mislukt is
- niemand tijdens het experiment zwaar of dodelijk letsel mag kunnen oplopen

Aanvankelijk, in 1964, werd een geldprijs van duizend dollar in het vooruitzicht gesteld. Later werd dit bedrag verhoogd tot tienduizend dollar en uiteindelijk dus tot een miljoen. Het prijzengeld was in beheer van een onafhankelijke derde (Goldman, Sachs & Company).
Sinds 2007 kwamen alleen nog publiekelijk bekende figuren voor de uitdaging in aanmerking. Zo moest voorkomen worden dat ook geesteszieken en mensen die zelf amper overtuigd zijn van hun eigen kunnen aan een experiment wilden meedoen.

### The Amaz!ng Meeting
Eens per jaar organiseerde de JREF The Amaz!ng Meeting (TAM). TAM was een bijeenkomst waarbij veel publieke figuren samenkwamen die het kritisch denken en scepticisme voorstonden. In het verleden werd de bijeenkomst bezocht door onder meer astrofysicus Neil deGrasse Tyson, journalist-regisseur Matthew Chapman, Trey Parker en Matt Stone van de animatieserie South Park, Adam Savage, Jamie Hyneman en Tory Belleci van de tv-serie MythBusters, comédienne-actrice Julia Sweeney, journalist Anderson Cooper, evolutiebioloog Richard Dawkins, biologisch antropologe Eugenie Scott en mentalist Banachek.